# Янчокрак
Янчокрак — річка в Україні у Миколаївському й Очаківському районах Миколаївської області. Ліва притока Березанського лиману (басейн Чорного моря).

## Опис
Довжина річки приблизно 21,93 км, найкоротша відстань між витоком і гирлом — 16,59  км, коефіцієнт звивистості річки — 1,32 . Формується декількома струмками та загатами. На деяких ділянках річка пересихає.

## Розташування
Бере початок на північній околиці села Сеньчине. Тече переважно на південний захід через села Нове та Кам'янку і у селі Сонячне впадає у Березанський лиман.

## Цікаві факти
- У селі Кам'янка річку перетинає автошлях Т 1513[3] (автомобільний шлях територіального значення в Миколаївській області. Проходить територією Миколаївського та Очаківського району через Нечаяне — Очаків. Загальна довжина — 36,9 км.).
- У XX столітті на річці існували кургани-могили, молочно,-птице,- вівце-тваринні ферми (МТФ, ПТФ, ВТФ), газгольдери та газові свердловини[2], а у XIX столітті — декілька вітряних млинів[1].